# Vimeiro (Alcobaça)
Vimeiro ist eine Gemeinde (Freguesia) im portugiesischen Kreis Alcobaça. In ihr leben 1753 Einwohner (Stand 19. April 2021).